# Stefanie Nauheimer

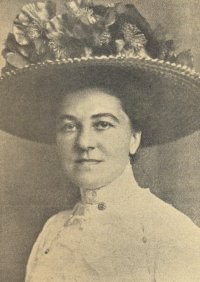
Stefanie Nauheimer, 1911

Stefanie Nauheimer (* 18. November 1868 in Linz; † 29. April 1946 in Wien) war eine österreichische Frauenrechtlerin.

## Leben und Wirken
Stefanie Nauheimer absolvierte in Wien die Lehrerbildungsanstalt und legte 1889 die Lehrbefähigungsprüfung für Volksschulen ab.
Als Lehrerin engagierte sie sich für die dienstrechtliche Gleichstellung der weiblichen Lehrkräfte und wirkte zusammen mit Leopoldine Glöckel und Auguste Fickert beim Kampf um eine entsprechende Änderung des Reichsvolksschulgesetzes 1867 mit. Sie gehörte auch zu den Mitbegründerinnen des Vereins der Lehrerinnen und Erzieherinnen, aus dem sich die Frauengruppe des Zentralvereins der Wiener Lehrerschaft entwickelte. Außerdem war sie die erste Frau, die bei den Bezirksschulratswahlen 1911 in den Bezirksschulrat gewählt wurde.
Nach dem Ersten Weltkrieg war Stefanie Nauheimer von 1919 bis 1927 Bezirksrätin des 12. Wiener Gemeindebezirks Meidling. Da sie seit 1920 als Lehrerin pensioniert war, konnte sie sich in der Zeit danach vermehrt der Frauenbewegung und dem Kampf um die Gleichberechtigung der Frau widmen.
1952 wurde ihr zu Ehren die Nauheimergasse in Wien-Meidling benannt.